# Canal+ Dokument
Canal+ Dokument (do 31 maja 2019 Canal+ Discovery) – kanał telewizyjny typu premium należący do Canal+ Polska SA, nadający programy dokumentalne z zasobów Discovery oraz polskie produkcje dedykowane temu kanałowi. Tematyka kanału to programy o ludziach, ich pasjach i osiągnięciach. Stacja nadaje wyłącznie w Polsce, jej start odbył się 11 maja 2015 roku. Jest dostępny na pozycjach 35 i 74 (Canal+).
Kanał ten, podobnie jak nadający w Polsce w latach 2010–2013 Discovery HD Showcase, emituje autorskie produkcje nagrane wyłącznie w wysokiej rozdzielczości.

## Ramówka

### Magazyny
- Nie przegap
- O co biega?

### Seriale
- Raj dla surfera
- Rewolucje w biznesie
- Efekt motyla. Co by było, gdyby...?
- Życie na podium
- Bazary świata
- Kup pan zamek
- Komiks – Superbohater PRL
- Najniebezpieczniejszy zawód świata
- Po drugiej stronie kamery
- Europa filmowa
- Inteligentne miasta

## Historia
W styczniu 2014 roku nadawca ITI Neovision poinformował o zamiarach utworzenia trzech nowych stacji sportowych o nazwach Liga+, Sport2 i Sport3 oraz otrzymaniu koncesji na nadawanie tych kanałów od Krajowej Rady Radiofonii i Telewizji. 9 kwietnia 2015 roku na wniosek przyszłego nadawcy Rada uchwaliła decyzję o zmianie nazwy kanału Sport3 na Canal+ 2. Spółka ITI Neovision postanowiła wstrzymać się z tworzeniem kolejnego kanału sportowego na rzecz kopii głównej stacji Canal+ z dwugodzinnym opóźnieniem (timeshift channel). Prace nad formatem były już na zaawansowanym etapie, o czym świadczyły pierwsze klipy promocyjne nowego pakietu Canal+ uwzględniające obecność tego kanału. 6 maja 2015 roku KRRiT ponownie przychyliła się do wniosku ITI Neovision o zmianę nazwy planowanej stacji, tym razem na Canal+ Discovery. Jeszcze przed tym faktem, 7 kwietnia 2015 roku, nadawca publicznie ogłosił, że kanał będący owocem współpracy Canal+ i Discovery pojawi się w planowanej na 20-lecie marki w Polsce nowej ofercie nc+. Ostatecznie stację uruchomiono 11 maja 2015 roku wraz z nową odsłoną pakietu Canal+. Konceptu timeshift channel nie porzucono całkowicie, wykorzystano go w ramach odświeżenia kanału Canal+ Family 2, który w momencie wprowadzenia nowego pakietu zmienił nazwę na Canal+ 1 i stał się retransmisją stacji Canal+ z godzinnym opóźnieniem. Planowane kanały Sport2 i Liga+ wystartowały odpowiednio jako Canal+ Sport 2 i Canal+ Now.
1 czerwca 2019 roku nastąpiła zmiana nazwy stacji na Canal+ Dokument z powodu wygaśnięcia umowy TVN Discovery Polska i ITI Neovision. Mimo tej zmiany, Discovery nadal jest mniejszościowym akcjonariuszem nadawcy kanału.